# Carinotetraodon lorteti

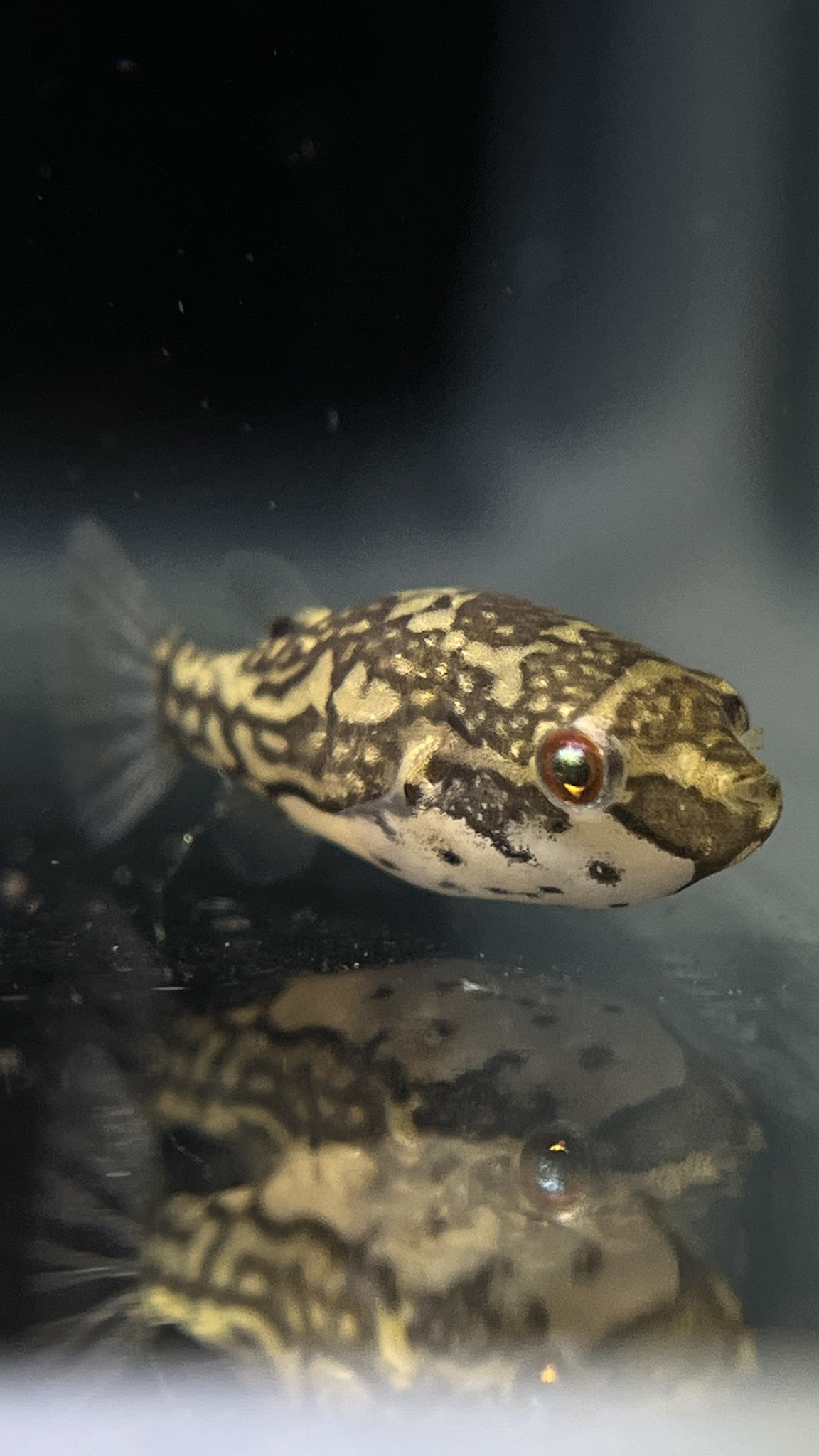
Especimen de Carinotetraodon lorteti.

Carinotetraodon lorteti és una espècie de peix de la família dels tetraodòntids i de l'ordre dels tetraodontiformes.

## Morfologia
- Els mascles poden assolir 6 cm de longitud total.
- Canvia de color segons les condicions ambientals.[2][3]
- Presenta dimorfisme sexual[3]

## Alimentació
Menja zooplàncton, mol·luscs, crustacis i d'altres invertebrats.

## Hàbitat
És un peix d'aigua dolça i de clima tropical (24 °C-28 °C).

## Distribució geogràfica
Es troba a Àsia: Indoxina, Malàisia i Indonèsia.

## Observacions
- És una espècie popular en el comerç de peixos d'aquari.
- És inofensiu per als humans.[2]